# Arena Mall
Arena Mall est un centre commercial de Budapest, situé dans le 8e arrondissement à proximité de la gare de Budapest-Keleti et le cimetière national de Fiumei út. Il est desservi par les lignes  24 du tramway et    du métro de Budapest.